# Bombycilla japonica
Bombycilla japonica là một loài chim trong họ Bombycillidae.

## Hình ảnh

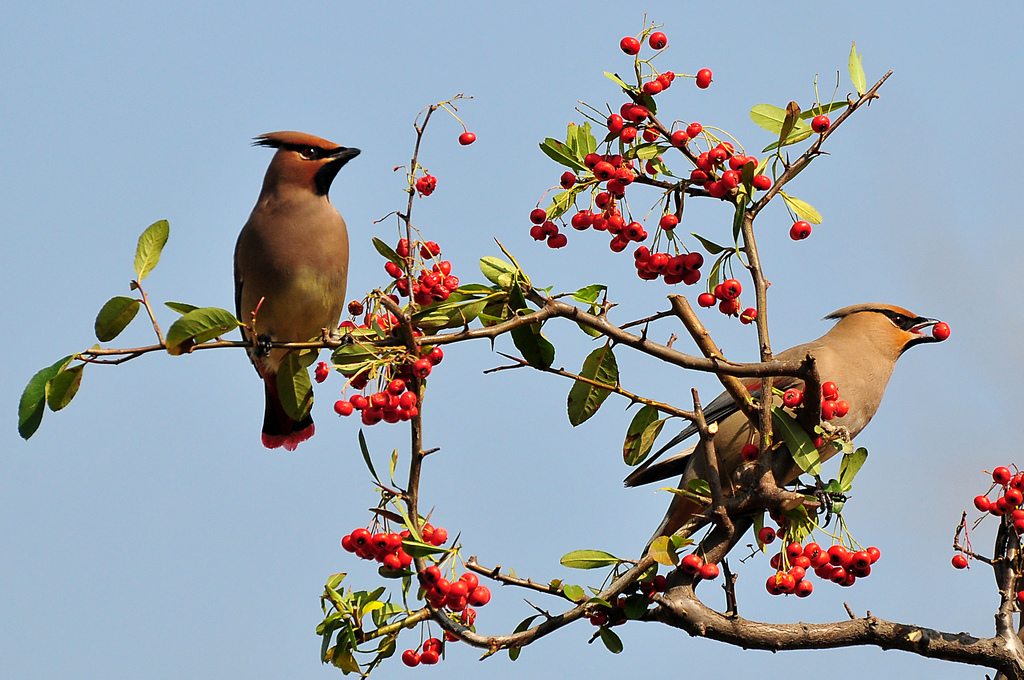
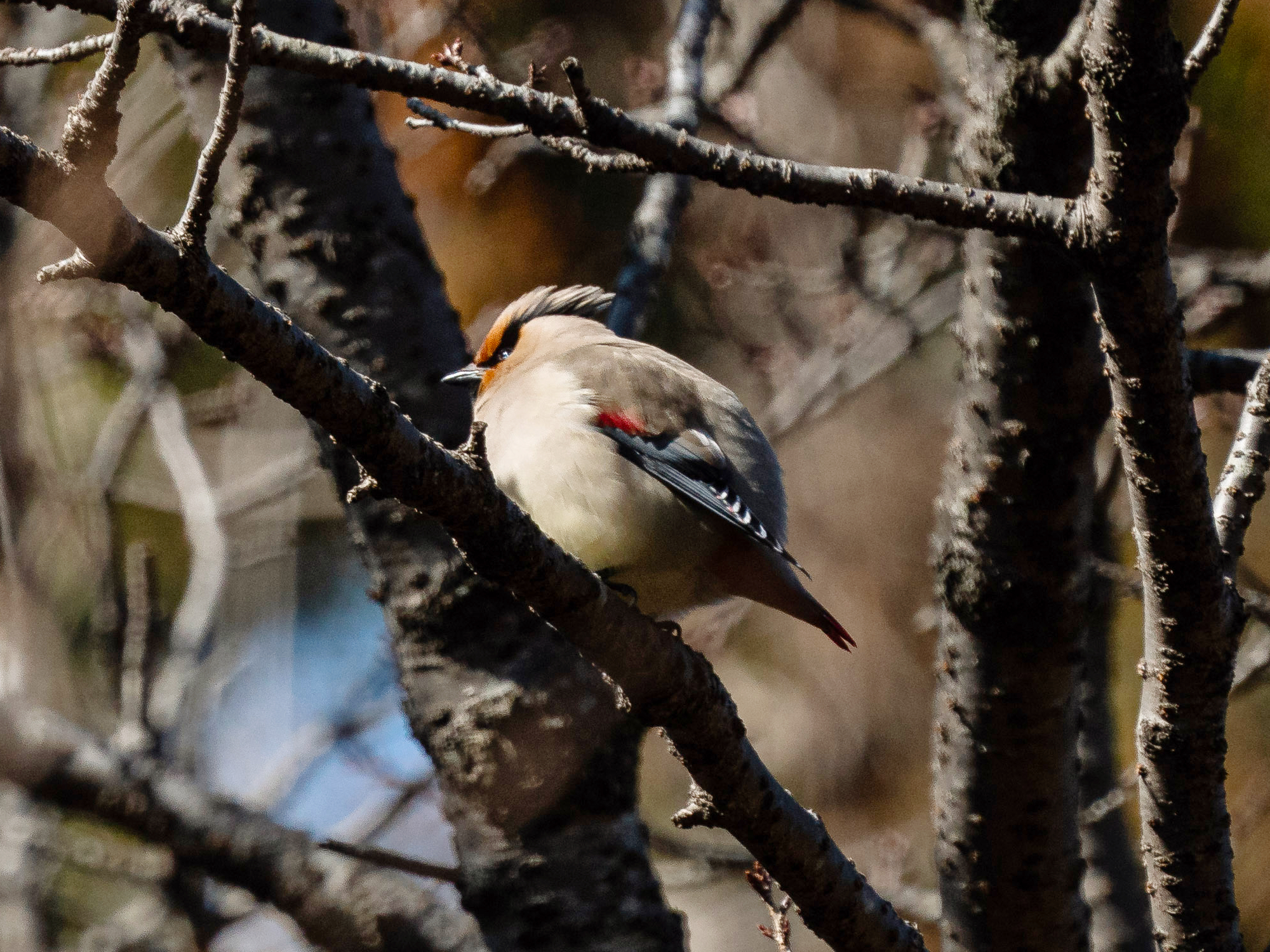
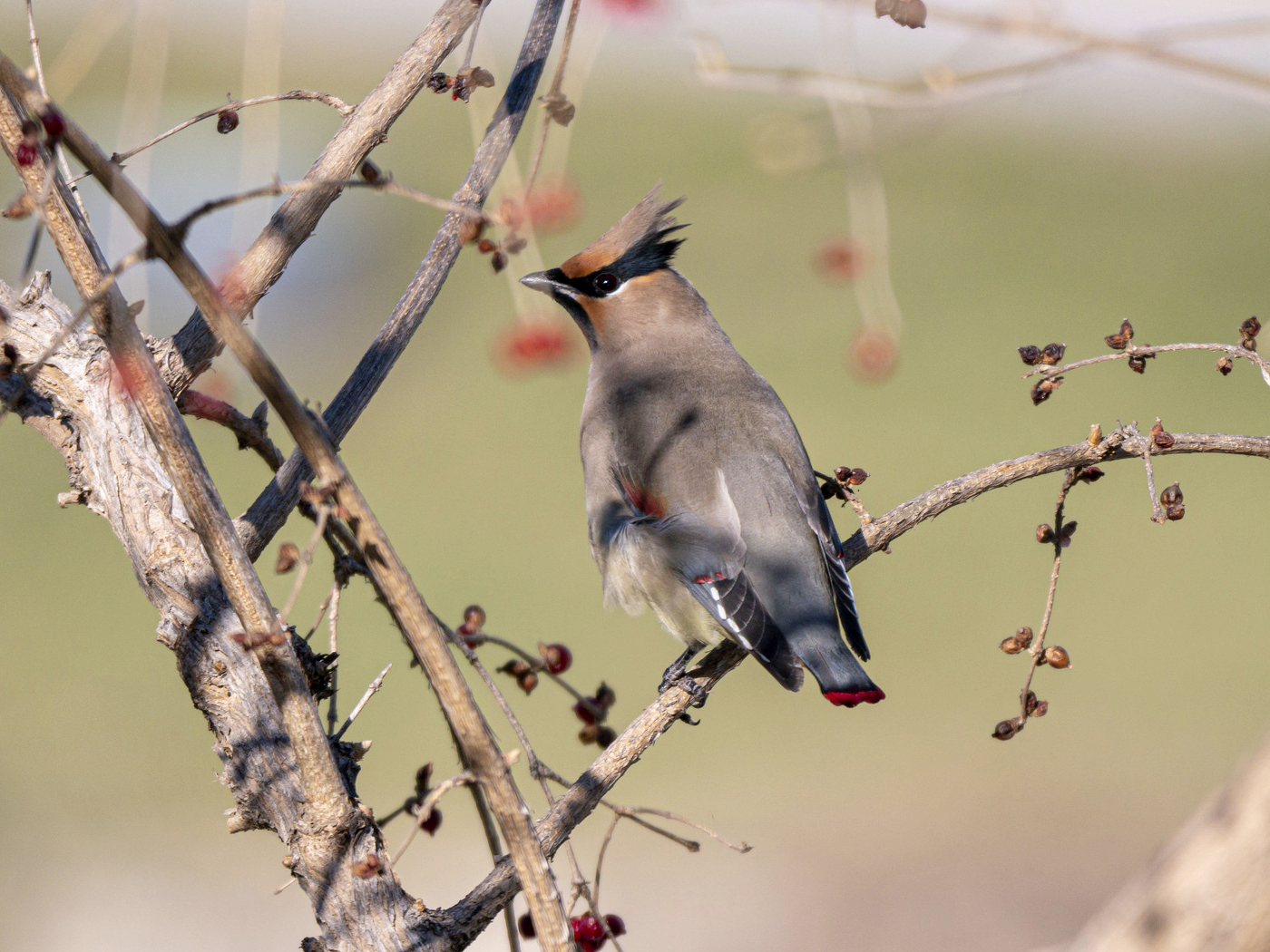